# Софийски плавателен канал
Софийският плавателен канал, наричан също Софийско море е неизпълнен проект от 1950-те години за изграждане на канал в южната част на град София, България.
В периода 1950 – 1956 г. по време на управлението на Вълко Червенков в страната се извършва усилена индустриализация и строителство по примера на Съветския съюз. Чрез трудова повинност и с примитивни методи са построени обекти, много от тях със спорна ефективност. Голяма част от тези обекти, построени с участието на бригадири, се използват и до днес.
Изкопните работи за канала са проведени основно през 60-те години. Започването на работата е тържествено обявено на 1 май 1961 г. от партийния ръководител Тодор Живков, който обявява, че по плавателния канал Панчарево – Павлово щели да плуват кораби.

## Проект
Този проект е част от хидровъзела „Пасарел“, който включва строителството на язовир „Сталин“ (сега „Искър“), ВЕЦ „Пасарел“, язовир „Пасарел“ (бент „Кокаляне“), ВЕЦ „Кокаляне“, долен изравнителен язовир „Панчарево“, Софийския плавателен канал и ВЕЦ „София“. 
Началото на Софийския плавателен канал е до шосето от лявата страна на язовирната стена на Панчаревското езеро. Изкопи са направени в землищата на селата Горубляне, Симеоново, Драгалевци и от кв. „Дървеница“ до кв. Павлово, където се предвиждало изграждане на пристанище Павлово. По този повод писателят Георги Марков пише: „На спирка „Павлово“ по линията на княжевския трамвай дълги години стоя един голям надпис: „Тук ще бъде пристанище Павлово“.
Въпреки разширяването на столицата и голямото ново строителство, в зоната на трасето на канала все още има незапълнени участъци от този канал: в ж.к. „Младост“ – в „Младост-3“, на границата между „Младост-1“ и „Младост-2“, покрай манастира „Св. Пророк Илия“ в „Младост-2“, парка „Въртопа“ в посока към кв. „Дървеница“ и „Студентски град“.
Хидровъзелът не е реализиран изцяло съгласно проекта. Плавателният канал не е завършен, нито открит, поради което последната (съгласно проекта) ВЕЦ „София“ не е построена.
Последният архитектурен план е за канал с дължина от общо 17 km, а в различните участъци съоръжението е трябвало да има минимална ширина от 20 метра и дълбочина поне 5 метра.
Според този вариант се е планирало в канала да се вливат и да го пълнят последователно реките Искър (при Панчарево), Кална река (по Околовръстния път), Банишка река (Горубляне), Рекманица, Суха река, Дървенишка река (при манастира „Св. пророк Илия“), Драгалевска река (при Драгалевци и до Лозенец), Боянска река (при Красно село).
По канала Павлово-Панчарево трябвало да има пристанища в Павлово, Красно село-Север, Лозенец, в сегашните Студентски град, Младост, както и в Панчарево.
През 60-те години се установява, че са прокопани едва 9 км.
В крайна сметка се разбира, че ако изкопите се напълнят с вода от язовир „Искър“, има опасност столицата да бъде наводнена.
Впоследствие проектът е изоставен, а през 1966 г. започва запълването на готовите участъци.
Останали отсечки от канала все още могат да се наблюдават.

## Критика
Според Георги Марков, който посвещава на темата репортаж от своите „Задочни репортажи за България“, строежът се използвал като начин за тероризиране и провокиране на населението.
Поради тоталитарния режим и наложената от него политика на цензура и терор, липсва открито противопоставяне на идеята. И след изоставянето не последва критика за прахосването на милиони работни дни.